# Grünwald, München
Grünwald là một xã thuộc huyện Munich bang Bayern nước Đức. Nó nằm trong thung lũng sông Isar và là một khu phố sang trọng sát bên thành phố München. Grünwald nổi tiếng là một trong những xã giàu nhất nước Đức.

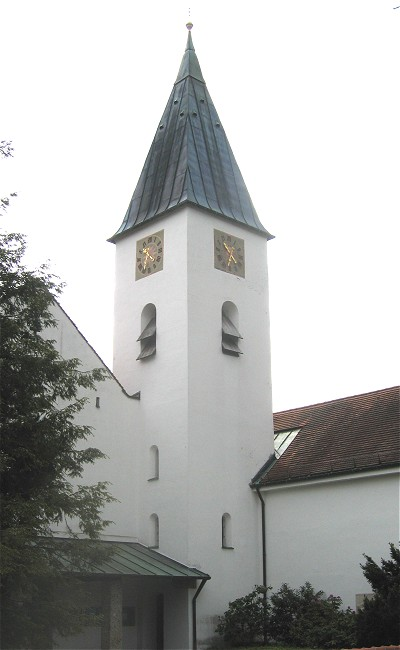
Nhà thờ St. Peter và Paul

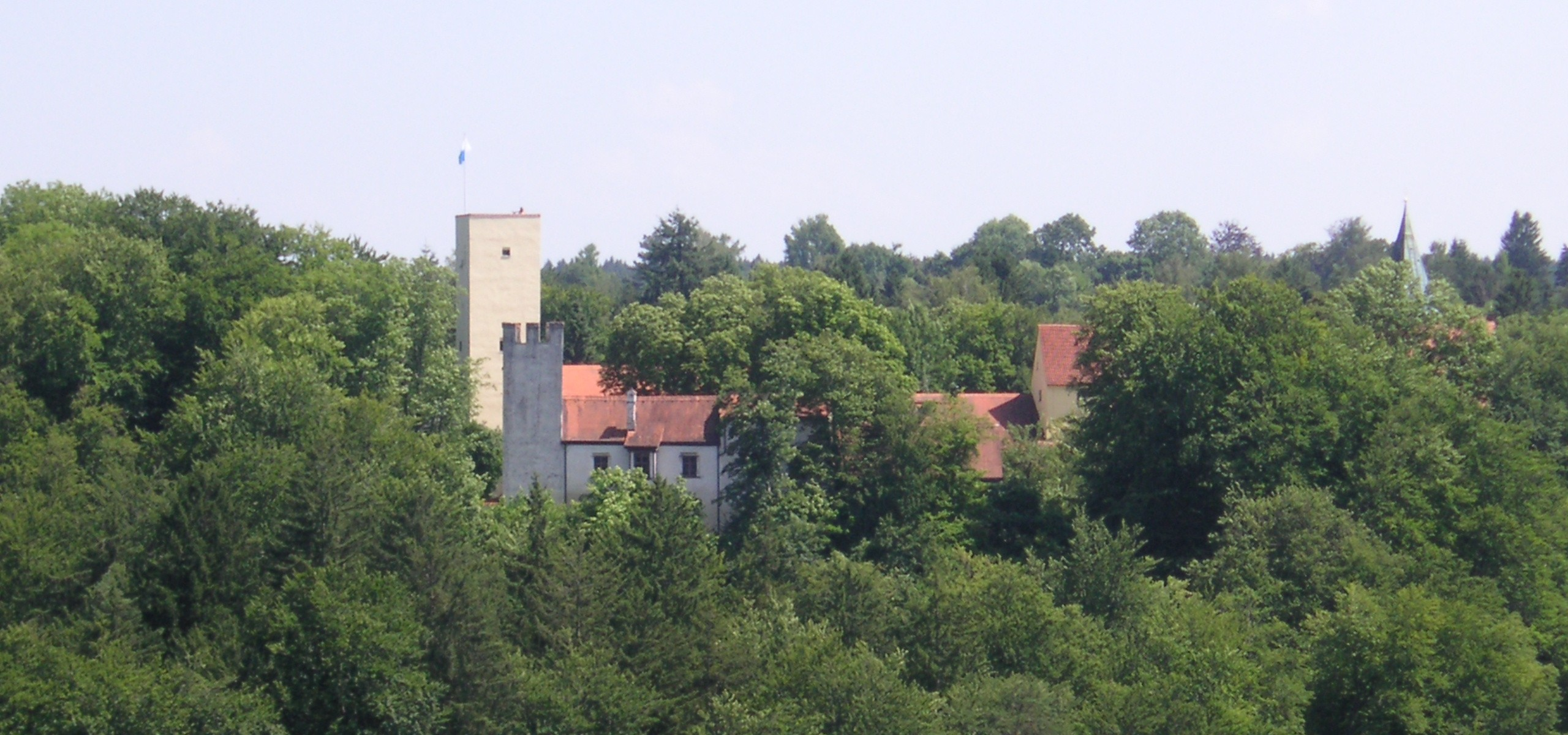
Thành trì Grünwald nhìn từ Pullach

## Ranh giới
Những vùng lân cận là thành phố München (ranh giới rất ngắn chỉ có 136 m về phía Bắc), Pullach im Isartal (về phía Tây) và Straßlach-Dingharting. Ngoài ra xã này chỉ có ranh giới với rừng Grünwalder Forst về phía Đông và rừng Perlacher Forst về phía Đông bắc.